# 엠파이어 서비스
엠파이어 서비스(영어: Empire Service)는 미국 뉴욕주 뉴욕 펜실베이니아 역에서 뉴욕주 나이아가라 나이라가라 폭포 역까지 운행되는 장거리 열차이다.

## 역사 및 현황
당시 워터 레벨 루트(영어: Water Level Route)란 열차를 운행 했으나 뉴욕 센트럴 철도와 펜실베니아 철도가 합병에 불구하고 1967년에 팬 센트럴 철도가 이 노선을 신설 했으며 1971년에 암트랙 설립과 동시에 이 노선을 인수했다. 이와는 별도로 레이크 쇼어(영어: Lake Shore)란 열차를 신설 했으나 1972년에 운행을 중단하게 되었다가 1975년에 레이크쇼 리미티드(영어: Lake Shore Limited)로 다시 개통이 되었다. 1991년에 웨스트 사이드 선과 직결이 되면서 여객 운송을 시작했다.

## 사진

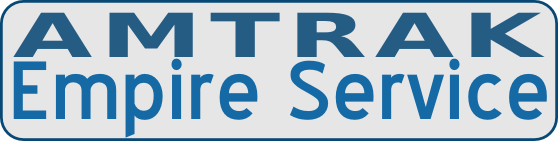
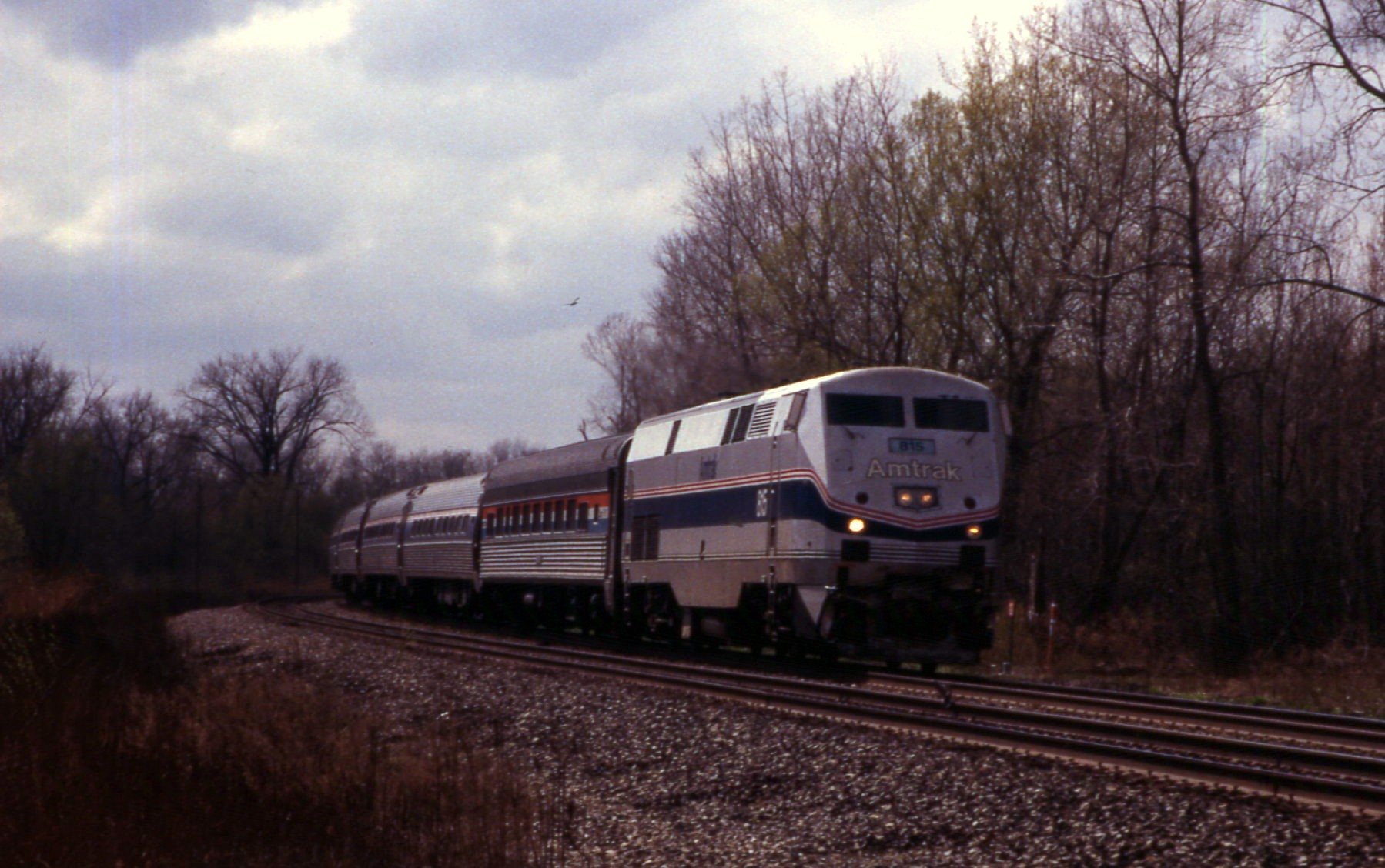
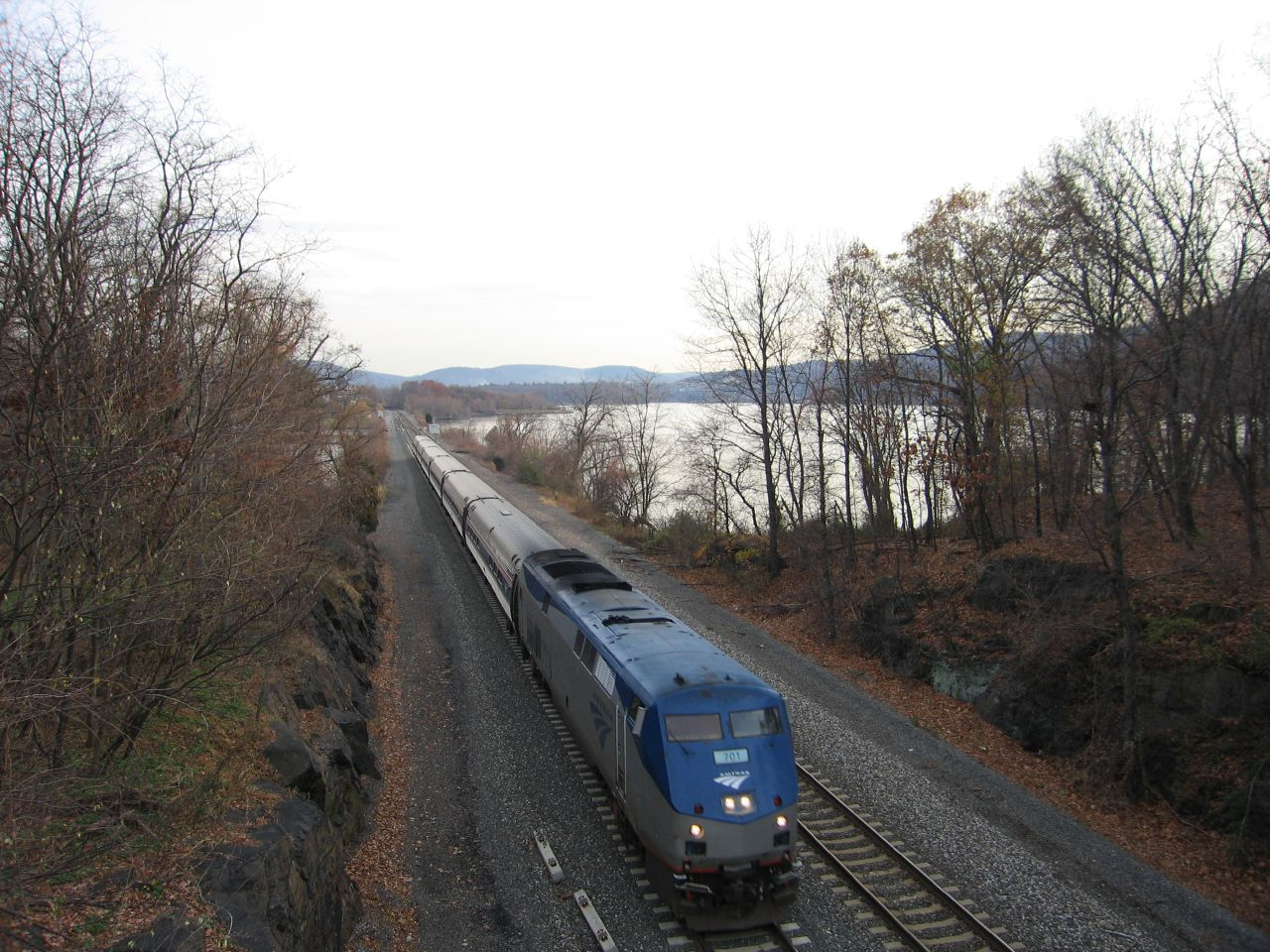
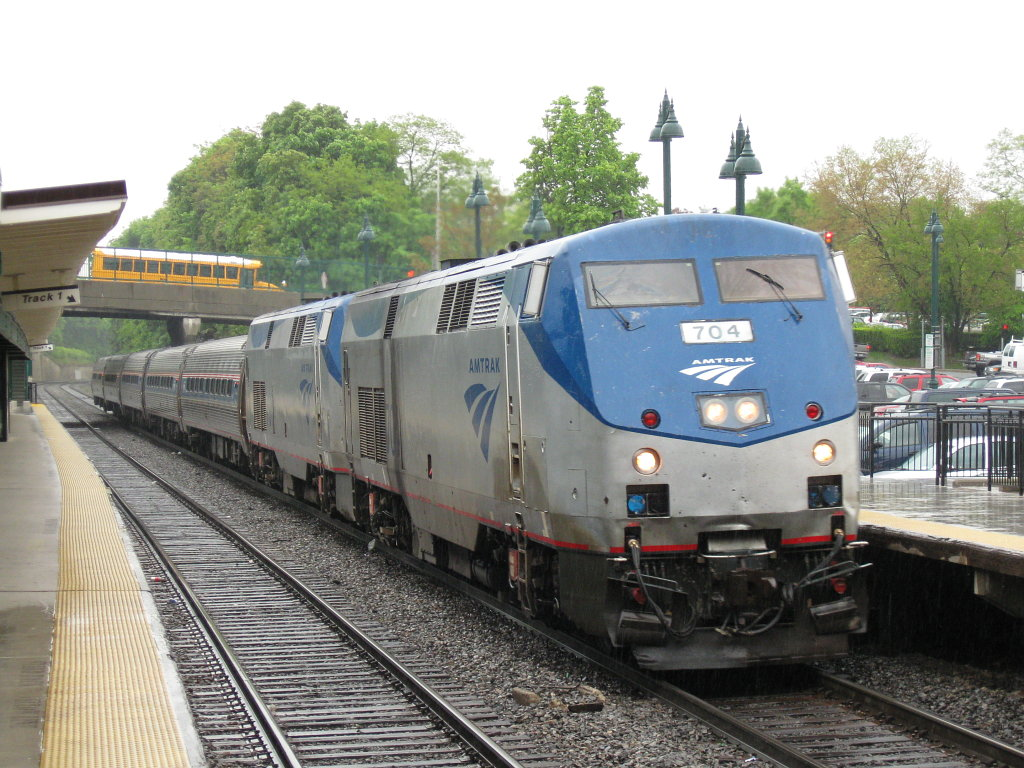
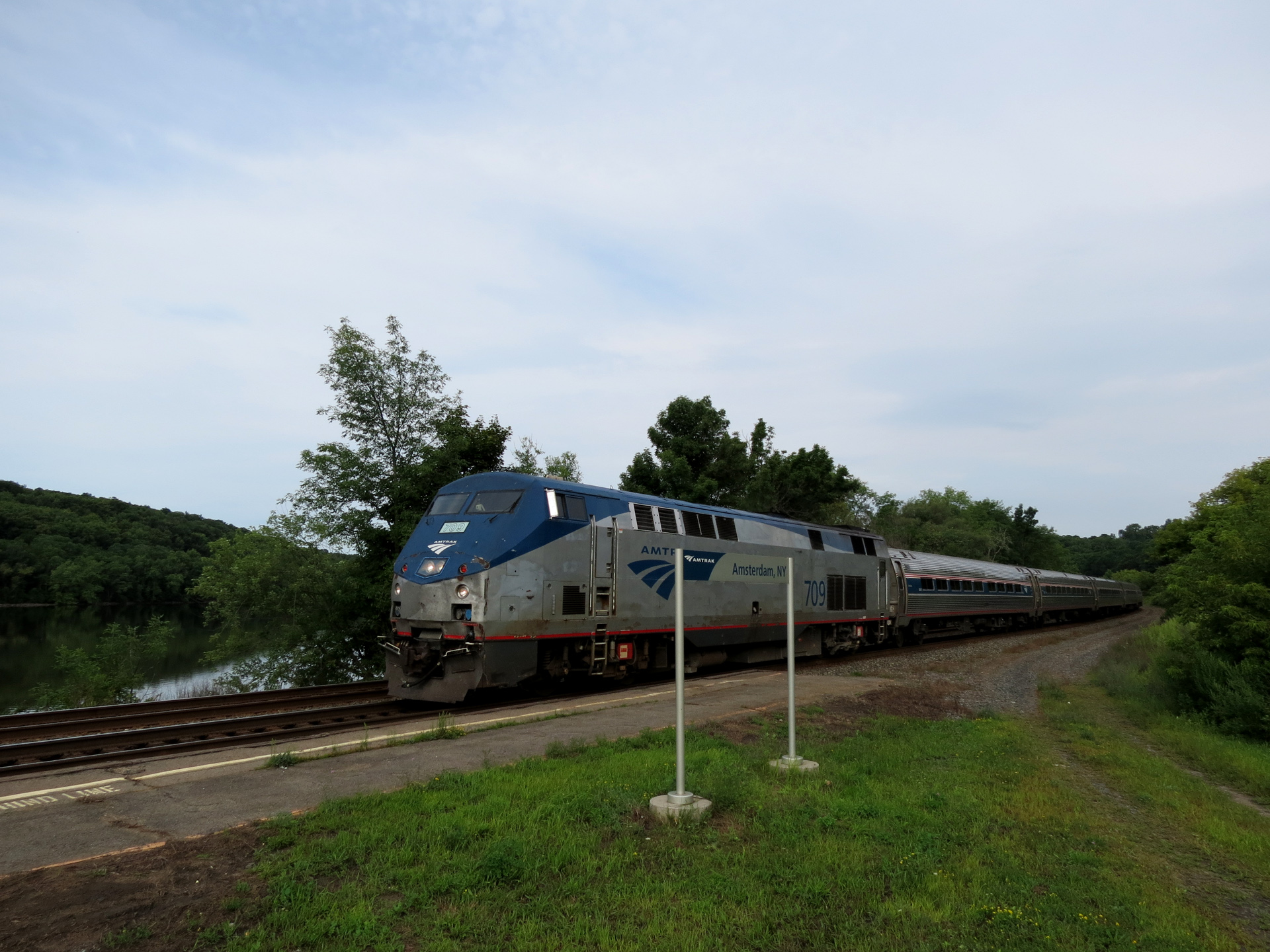
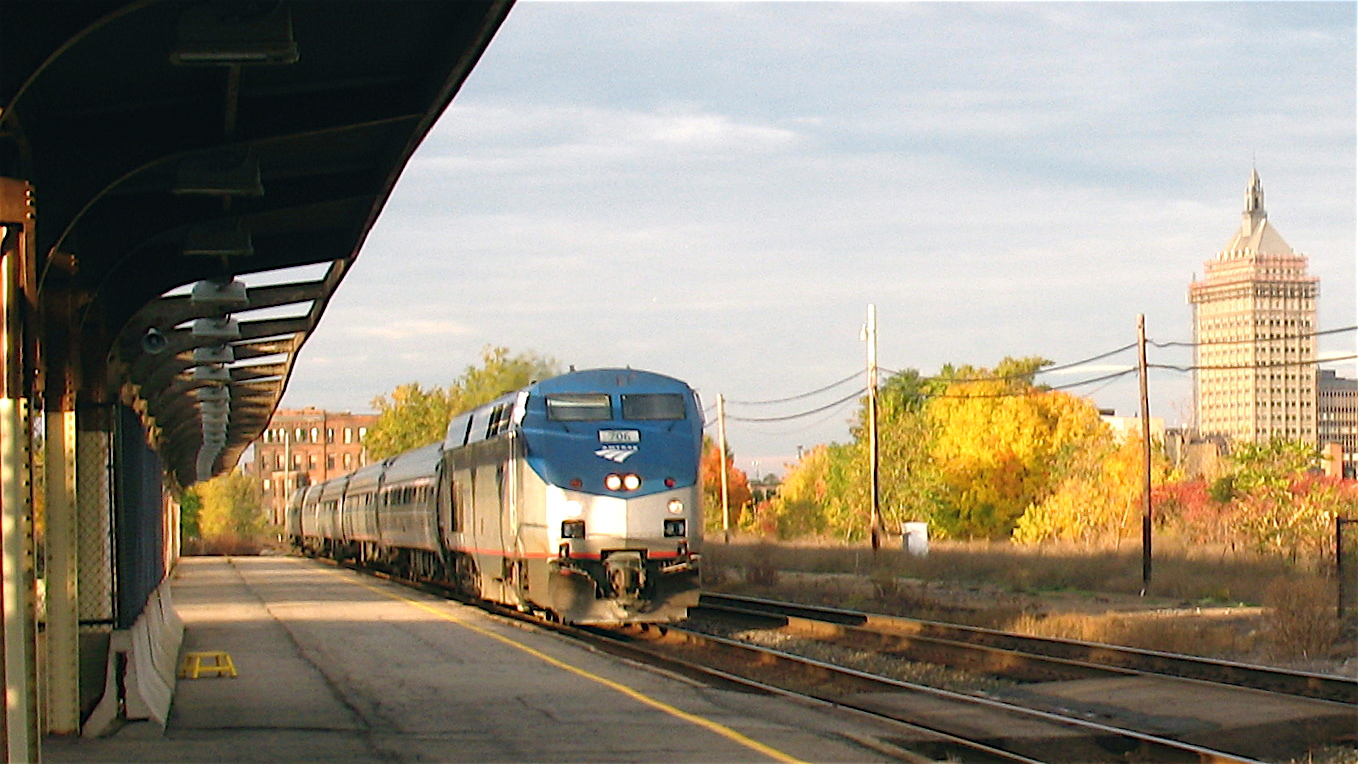